# أسرى الحرب الإيطاليون في الحرب العالمية الأولى

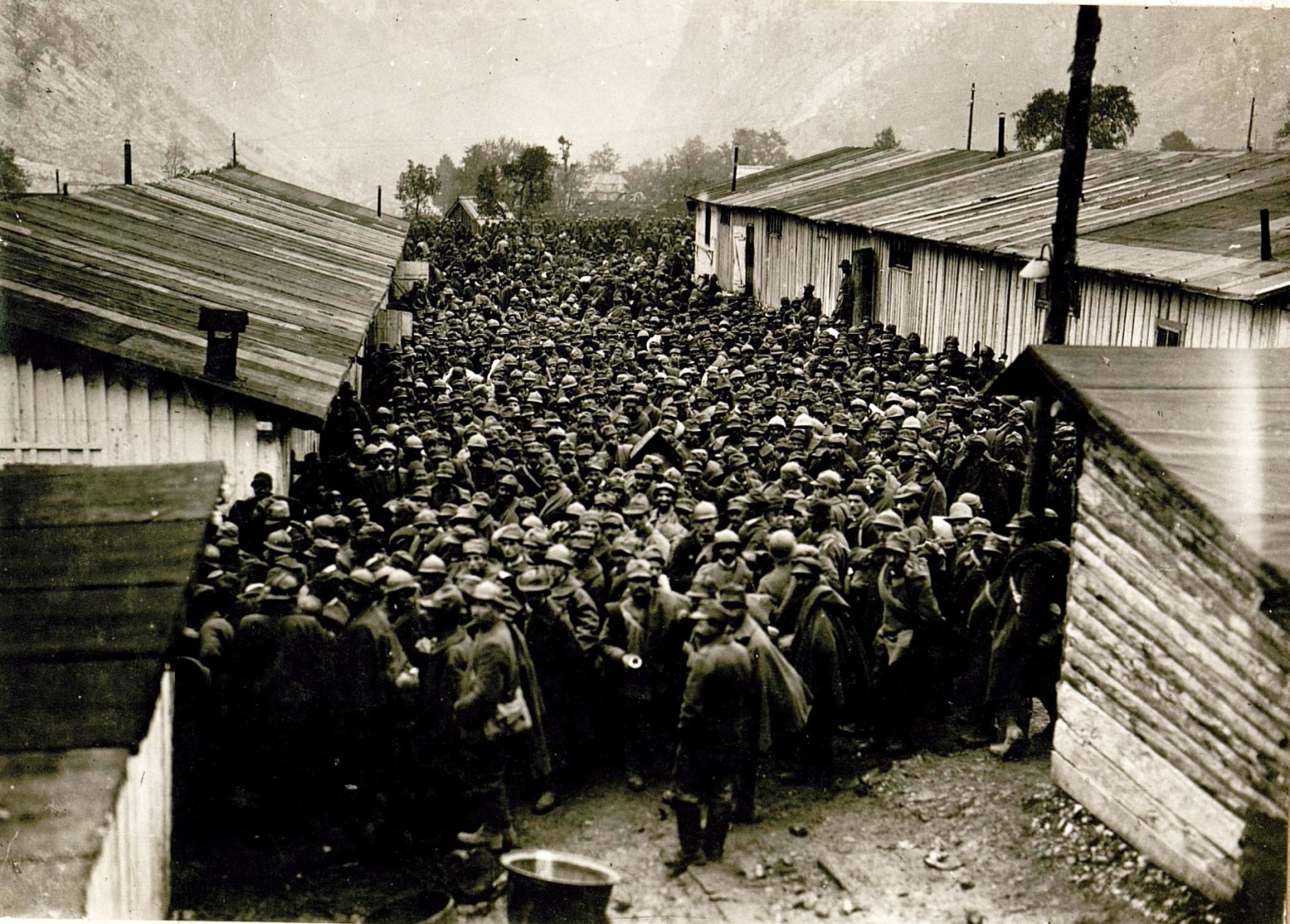
أسرى إيطاليون بعد معركة كابوريتو

أُسر حوالي 600,000 جندي إيطالي خلال الحرب العالمية الأولى، نصفهم تقريبًا في أعقاب معركة كابوريتو. أُسر جندي إيطالي واحد تقريبًا من كل سبعة، وهو عدد أعلى بكثير من الجيوش الأخرى على الجبهة الغربية.   لم يعد حوالي 100,000 أسير حرب إيطالي إلى ديارهم، بعد أن عانوا من المشقة والجوع والبرد والأمراض (وخاصة السل).   :126على نحو فريد من بين القوى المتحالفة، رفضت إيطاليا مساعدة أسراها، بل وعرقلت حتى جهود عائلات الجنود في إرسال الطعام إليهم.  :130–31ونتيجة لذلك، كان معدل الوفيات بين السجناء الإيطاليين أسوأ بتسع مرات من معدل الوفيات بين السجناء النمساويين المجريين في إيطاليا.  :6

## الظروف المعيشية للسجناء

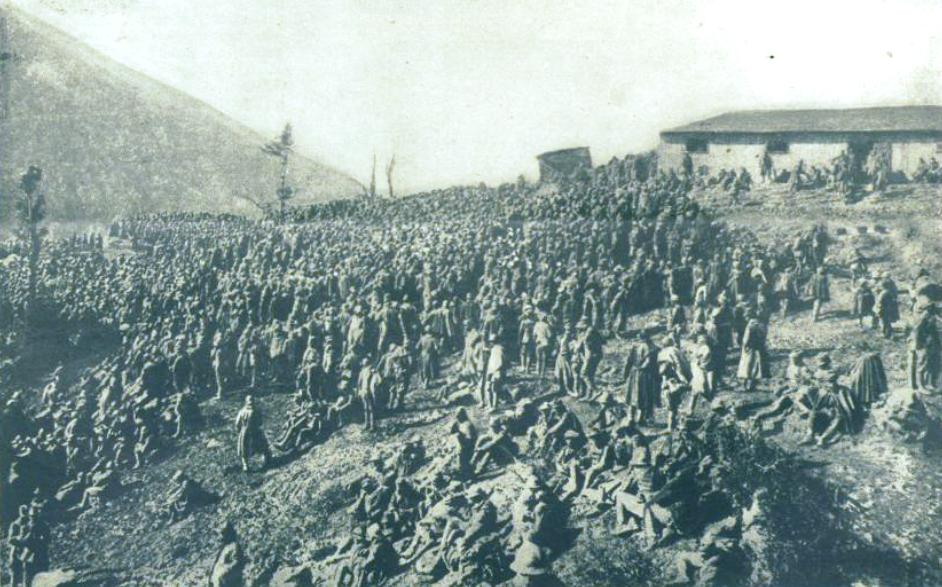
جنود إيطاليون أسرى أثناء غزو القوات الألمانية والنمساوية المجرية لفريولي.

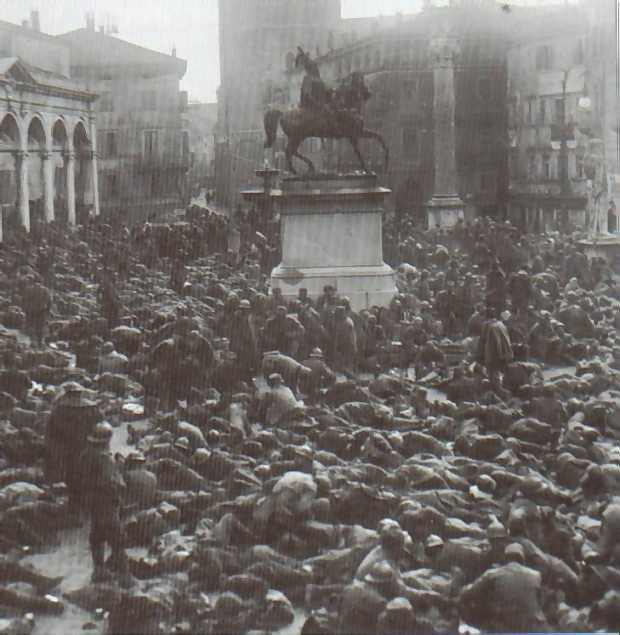
أسرى الحرب الإيطاليون الذين احتجزهم النمساويون، أوديني 1917

كانت المعسكرات الرئيسية التي احتُجز فيها السجناء الإيطاليون في ماوتهاوزن وسيجموندشيربيرج وتيريزينشتات (بوهيميا) في النمسا والمجر وسيل (هانوفر) وراشتات (بادن) في ألمانيا.  :126–7
أُجبر السجناء (باستثناء الضباط) على العمل، ورغم أن العمل كان إلزاميًا، إلا أن ظروفه لم تكن قاسية بشكل مفرط. لم تُمارس وحشية ممنهجة تجاه أسرى الحرب الإيطاليين، ولكن كان هناك عقاب بدني وعنف عرضي.  :124–5 كان على السجناء أيضًا مواجهة البرد والأمراض، وخاصةً السل. وكانت الصعوبة الرئيسية هي نقص الغذاء، الذي تفاقم بشدة بسبب حصار الحلفاء الذي أدى إلى نقص الغذاء في ألمانيا والنمسا والمجر.  :126
للنجاة من هذه الظروف، كانت المساعدات التي ترسلها عائلات السجناء ضرورية. إلا أن الطرود المرسلة إليهم غالبًا ما لم تصل، أو تم العبث بها أو نهبها.  :128–9 أدى غياب نظام تسليم منظم إلى عدم وصول العديد من الطرود إلا بعد نفاد محتواها. مع نهاية الحرب، كان لا يزال هناك 1.5 مليون طرد بانتظار التسليم في سيغموندشيربيرغ، و72,000 طرد مخزن في كوت باي بابا، المجر. 
وقعت معظم وفيات السجناء في النصف الأول من عام 1918، وكان معظم الذين لقوا حتفهم أسرى بين أكتوبر ونوفمبر 1917. توفي 550 فقط من أصل 19,500 ضابط إيطالي في الأسر (أقل من 3 في المائة)، ويرجع ذلك أساسًا إلى إصابات القتال.  وعلى عكس الضباط، كانت جميع وفيات الجنود الأفراد تقريبًا بسبب الحرمان. 

## رفض المساعدة العامة

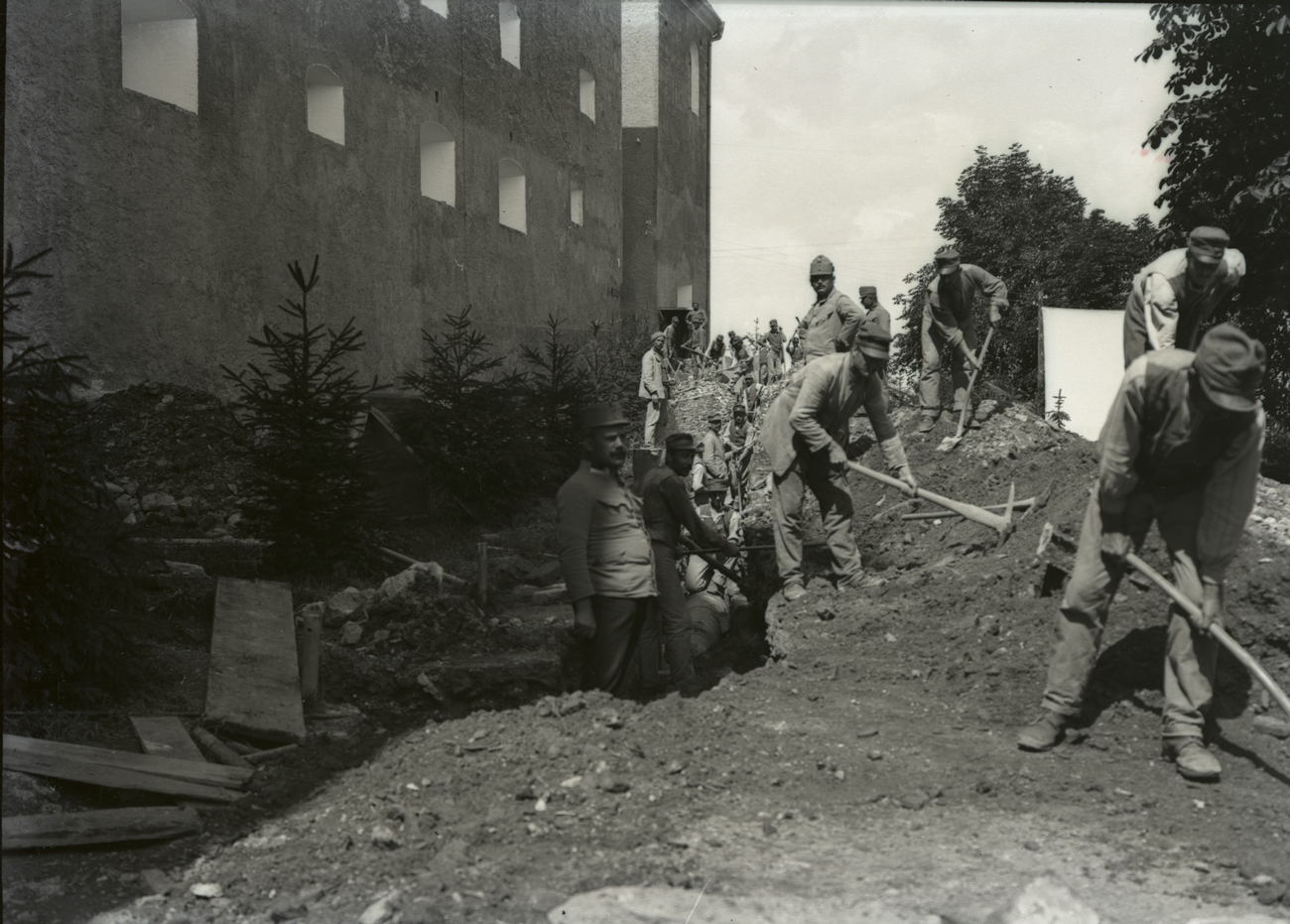
أسرى الحرب الإيطاليون يحفرون قناة لإمدادات المياه في ليوبليانا

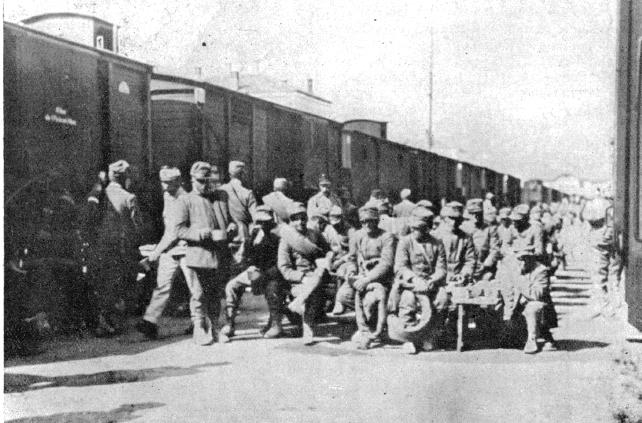
أسرى حرب إيطاليون في محطة قطار ليوبليانا بعد الغداء، في انتظار القطار الذي سينقلهم.

ألزمت اتفاقيتا لاهاي لعامي 1899و1907 الدول التي تحتجز أسرى حرب بإطعامهم على نفقتها الخاصة. ونظرًا لكثرة عدد الأسرى، أصبح من الصعب جدًا على ألمانيا والنمسا والمجر الوفاء بالتزاماتهما، وعندما فُرض حصار الحلفاء، أعلنتا أنهما لم تعدا قادرتين على ذلك. 
لذلك، أبرم الحلفاء الآخرون اتفاقيات مع قوى المركز، تُمكّنهم من إرسال الطعام بأمان إلى رعاياهم الأسرى. كان الاستثناء الوحيد هو إيطاليا، التي اقتنعت بأن السجناء جبناء أو منشقون أو خونة، وخشيت أن يُشجع تسهيل الأوضاع في معسكرات الاعتقال على الفرار. ولم تبذل الحكومة الإيطالية جهودًا جزئية ومترددة لدعم قواتها الأسيرة إلا في نهاية الصراع.  :130–31

## المقارنات الدولية ومعنويات القوات
يُعطي عدد أسرى الحرب لدى مختلف المقاتلين مؤشرًا على معنويات القوات. فقد أُسر ما مجموعه مليون وسبعمائة ألف جندي نمساوي، مقارنةً بـ 180 ألف جندي بريطاني، و500 ألف جندي فرنسي، و600 ألف جندي إيطالي.  :65
تدهورت معنويات الجيش الإيطالي بشكل ملحوظ خلال معركة إيسونزو العاشرة. كانت هناك حالات رفض فيها المشاة شن المزيد من الهجمات غير المجدية، على الرغم من الانضباط العقابي الذي فرضه رئيس أركان الجيش لويجي كادورنا وجنرالاته. ولأول مرة، ألقى المشاة أسلحتهم واستسلموا بسهولة نسبية. وشملت أعداد الضحايا الإيطاليين في المعركة العاشرة أكثر من 27,000 أسير. إلا أن المعنويات كانت أعلى قليلاً على الجانب الآخر، وفي الحملة نفسها، استسلم 24,000 جندي نمساوي للإيطاليين.  :221شهدت كارثة كابوريتو (المعركة الثانية عشرة في إيسونزو) خسائر إيطالية منخفضة نسبيًا - 10 آلاف قتيل و30 ألف جريح - ولكن تم أسر حوالي 280 ألف إيطالي وفر 350 ألفًا آخرين ببساطة.  :261
لم يكن لدى كادورنا أدنى شك في وجود عدد كبير جدًا من أسرى الحرب الإيطاليين، وأنهم كانوا مذنبين بنقص الروح القتالية، أو بالجبن، أو - وهو الأسوأ - بالفرار من الخدمة. ربما كان الانضباط الصارم المفروض على الجنود عاملاً في بعض الحالات في سماحهم بالوقوع في الأسر، ولكن من غير الممكن تحديد عدد الجنود الإيطاليين الذين أُسروا في القتال وعدد الذين استسلموا ببساطة.  :348

## المواقف الإيطالية الرسمية تجاه أسرى الحرب
بالمقارنة مع جيرانهم، عومل جنود إيطاليا بقسوة على يد قادتهم. حشدت إيطاليا عددًا من الجنود مساويًا لعدد جنود بريطانيا العظمى، وأعدمت ثلاثة أضعاف هذا العدد على الأقل. لم يعاقب أي جيش آخر وحدات بأكملها بشكل روتيني بالإبادة الجماعية، حيث أعدم رجالًا تم اختيارهم عشوائيًا. وحدها الحكومة الإيطالية عاملت جنودها الأسرى كجبناء أو منشقين، ومنعت توصيل الطعام. 
تناولت الدعاية الإيطالية الرسمية أسرى الحرب بشكل شبه كامل بإعادة تأكيد الطابع المخز لحالتهم: كان الأسرى رجالاً "مُعْتَدِينَ ومُخْزَينَ" "أَخْطَأُوا فِي حَقِّ الْوَطَنِ"، كما أعلن الكاتب القومي غابرييل دانونزيو وكرره في الصحافة. ورسخت هزيمة كابوريتو هذا الاستنكار :346 :346 في الوقت نفسه، تضمنت الدعاية سلسلة من الكتيبات التي وُزِّعت بين عامي 1917 و1918، تصف بتفاصيل قاتمة ظروف معيشة السجناء. كان الهدف هو إذكاء الكراهية تجاه العدو، وثني الجنود عن الاستسلام، ونشر رسالة مفادها أن الاستسلام عملٌ مشين من شأنه أن يُفاقم ظروف معيشة الجندي ويزيد من معاناته.  :347
أجمعت السلطات على أن رعاية السجناء مسألة خاصة بعائلاتهم وليست من مسؤولية الجيش. بل إن كادورنا تدخل لمنع أي مساعدة لهم، على سبيل المثال بمنع الصليب الأحمر من جمع التبرعات لمساعدة السجناء :348 :348 في أعقاب كابوريتو، كان عداء المؤسسة تجاه السجناء واضحًا في تصرفات وزير الخارجية سيدني سونينو، الذي أمر بتخفيض الطرود الغذائية المرسلة إلى السجناء الإيطاليين في النمسا وحظر مؤقتًا إرسال الإغاثة إلى السجناء الموجودين في ألمانيا. 
إن الرأي القائل بأن السجناء مشتبه بهم ويستحقون العقوبة على الأرجح دفع خليفة كادورنا، أرماندو دياز، إلى اقتراح في مارس 1918 أنه عند عودتهم إلى ديارهم، لا ينبغي السماح للسجناء بالبقاء في إيطاليا، بل إرسالهم بسرعة للقتال في ليبيا ومقدونيا. 

## المواقف العامة تجاه عودة السجناء
عند عودتهم إلى ديارهم، قوبل الأسرى بتجاهل عام من الصحافة والمؤسسات العامة، إذ اعتُبر السجن عارًا على الشرف، ومثيرًا للريبة، وأمرًا يجب نسيانه. وعلى نحوٍ فريد من بين الحلفاء، لم تُقم إيطاليا احتفالات ترحيبية بأسرى الحرب العائدين. 
لم تُغطِّ الصحافة العسكرية أخبارهم؛ ولم يُذكروا في نقاشات ما بعد الحرب، ولا في مذكرات القادة، ولا في الوثائق التي نشرها مكتب التاريخ العسكري. ورغم أن السجناء السابقين في فرنسا شكلوا اتحادًا للدفاع عن حقوقهم، إلا أنه كان من المتوقع في إيطاليا أن يُنسى أمرهم. وخلال الحقبة الفاشية، التي شهدت تخليدًا لذكرى أبطال الحرب، لم يطرأ أي تغيير على الموقف تجاه أسرى الحرب.  :348

## قراءة إضافية
- Cipolla, C (ed.): I prigionieri di guerra italiani negli Imperi Centrali e la funzione di tutela della Croce Rossa Italiana ، المجلد 12 من مختبر علم الأحياء، فرانكو أنجيلي، 2020 , 9788891789877
- بروكاتشي، جيوفانا: Soldati e prigionieri italiani nella Grande Guerra: con una raccolta di lettere inedite ، آرشي / بولاتي بورينجيري، تورينو، 2000، , 9788833912141
- فيوراني ألفريدو وبوجلييلي إدواردو: مبتكرو الحرب النمساوية المجرية غير المتخصصة في مجال التركيز الإيطالي من إصدارات فيليس، 2017 , 9788894860092
- شتاينر، كينيث: معسكرات سجون القوة المركزية في الحرب العالمية الأولى ، جامعة غرب ميشيغان